# Lijst van koningen van Galicië
Het Koninkrijk Galicië ontstond toen koning Alfons III van Asturië zijn land verdeelde onder zijn 3 zonen. García I werd koning van León, Ordoño I werd koning van Galicië en Fruela II werd koning van Asturië.

## Koningen van Galicië
| Naam                                          | Periode     | Opmerkingen                                                                                                |
| --------------------------------------------- | ----------- | --- |
| Alfons III, de Grote                          | 866 - 910   | Ook Koning in Asturië (866-910), León (866-910)                                                            |
| Ordoño I                                      | 910 - 924   | Ook Koning in León als Ordoño II (914-924). Van 914-999 zijn de Koningen van León tevens Koning in Galicië |
| Fruela II van Asturië en León                 | 924 - 925   | 924: Asturië gaat op in Koninkrijk León                                                                    |
| Alfons Froilaz van León                       | 925 - 926   | Van troon gestoten door Alfons IV in León-Asturië, en door Sancho I in Galicië                             |
| Sancho I                                      | 926 - 929   | Korte afscheiding van León                                                                                 |
| Alfons IV van León                            | 929 - 931   | † 933 |
| Ramiro II van León                            | 931 - 951   | |
| Ordoño III van León                           | 951 - 956   | |
| Sancho I van León, de Dikke                   | 956 - 958   | |
| Ordoño IV van León                            | 958 - 960   | |
| Sancho I van León                             | 960 - 966   | |
| Ramiro III van León                           | 967 - 984   | |
| Bermudo II van León                           | 984 - 999   | |
| Alfons V van León, de Edele                   | 999 - 1028  | 1028: Galicië gaat op in Koninkrijk León                                                                   |
| Bermudo III van León                          | 1028 - 1037 | |
| Ferdinand I van Castilië                      | 1037 - 1065 | Ook Koning in Castilië (1035-1065)                                                                         |
| García I                                      | 1065 - 1071 | 1065: Galicië weer zelfstandig Koninkrijk                                                                  |
| Sancho II van Castilië                        | 1071 - 1072 | |
| Alfonso VI van Castilië, de Dappere           | 1072 - 1109 | Ook Koning van León (1065-1109) en Castilië (1072-1109)                                                    |
| Urraca van Castilië                           | 1109 - 1126 | Ook Koningin in Castilië (1109-1126)                                                                       |
| Alfons VII van Castilië                       | 1111 - 1157 | Ook Koning in León (1126-1157) en Castilië (1126-1157))                                                    |
| Ferdinand II van León                         | 1157 - 1188 | 1157: Galicië weer opgegaan in Koninkrijk León                                                             |
| Alfons IX van León                            | 1188 - 1230 | |
| Ferdinand III, de Heilige                     | 1230 - 1252 | Ook Koning van Castilië (1217-1252) Ferdinand III verenigd Castilië en León als ondeelbaar rijk            |
|                                               |             | |
| Alfons V van Portugal en Johanna van Castilië | 1475 - 1479 | Korte overheersing van Galicië door Portugal; Galicië definitief ingelijfd bij het Koninkrijk Castilië     |